# Plaine de Grippon
La plaine de Grippon est une plaine de France située en Guadeloupe, sur l'île de Grande-Terre, au nord des Grands Fonds. Située sur la commune de Morne-à-l'Eau, elle est orientée nord-ouest-sud-est et s'ouvre au nord-ouest sur le Grand Cul-de-sac marin. Elle est drainée par la ravine des Coudes qui se prolonge par le canal des Rotours dans la mangrove littorale.